# Alopecosa raddei
Alopecosa raddei är en spindelart som först beskrevs av Simon 1889.  Alopecosa raddei ingår i släktet Alopecosa och familjen vargspindlar. Inga underarter finns listade i Catalogue of Life.